# Житие Григория Хандзтели

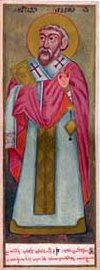
Фреска Григория Хандзтели

Житие Григория Хандзтели — классический образец грузинской житийной литературы. 
Составлено в 951 году, спустя ровно 90 лет после смерти Григория. Параллельно с самим жизнеописанием святого автор также уделяет огромное внимание политической ситуации в Тао-Кларджетском княжестве.
Житие было обнаружено в Иерусалиме в 1902 году Георгием Чубинашвили и переведено в 1911 году Н. Я. Марром.